# Joncherey
Joncherey é uma comuna francesa na região administrativa da Borgonha-Franco-Condado, no departamento do Território de Belfort. Estende-se por uma área de 5.18 km², e possui 1.398 habitantes, segundo o censo de 2018, com uma densidade de 270 hab/km².